# Jumo (Jumo)
Jumo is een bestuurslaag in het regentschap Temanggung van de provincie Midden-Java, Indonesië. Jumo telt 1961 inwoners (volkstelling 2010).